# Incidentul Manciurian
Incidentul Mukden sau Incidentul Manciurian, a fost o acțiune de sabotaj organizată de către personalul militar japonez ca pretext pentru invazia japoneză a nord-estului Chinei în 1931 a regiunii cunoscută sub numele de Manciuria. 
La 18 septembrie 1931, locotenentul Suemori Kawamoto a detonat o cantitate mică de dinamită  aproape de o linie de cale ferată deținută de Căile Ferate Manciuria de Sud a Imperiul Japonez în apropierea orașului Mukden (în prezent Shenyang).  Explozia a fost atât de slabă, încât nu a reușit să distrugă șinele și un tren a trecut peste el câteva minute mai târziu, dar Armata Imperială Japoneză a acuzat dizidenții chinezi de acest act și a răspuns cu o invazie totală, care a dus la ocuparea Manciuriei,  Japonia înființând șase luni mai târziu statul marionetă Manchukuo. Cazul a fost în curând expus în fața comunității internaționale, ceea ce a dus la izolarea diplomatică a Japoniei și retragerea sa în martie 1933  din Liga Națiunilor. 

## Cauzele conflictului
Prezența economică japoneză și interesul politic în Manciuria au fost în creștere de la sfârșitul războiului ruso-japonez (1904-1905). Tratatul de la Portsmouth care a pus capăt războiului a acordat Japoniei contractul de închiriere rețelei de cale ferată în Manciuria de Sud (de la Changchun la Lüshun) aparținând Căilor Ferate din China de Est. Guvernul japonez pretindea însă că acest control includea toate drepturile și privilegiile pe care China le-a acordat Rusiei în Tratatul Li-Lobanov din 1896, prin extinderea Acordului de Închiriere Kwantung din 1898. Aceasta a inclus administrarea absolută și exclusivă în cadrul Căii Ferate din Zona Manciuria de Sud. Paza japoneză de cale ferată era staționată în zonă pentru a asigura securitatea trenurilor și liniilor de cale ferată; dar aceștia au fost soldați japonezi obișnuiți și efectuau frecvent manevre în afara zonelor de cale ferată. Au existat numeroase rapoarte de raiduri asupra satelor locale din China, de către soldații japonezi plictisiți, iar toate plângerile guvernului chinez au fost ignorate.
Între timp, guvernul chinez nou format a încercat să refacă drepturile națiunii chineze. Ei au început să susțină, că tratatele dintre China și Japonia erau invalide. China a anunțat, de asemenea, noi măsuri, astfel încât japonezii (inclusiv coreenii și taiwanezii în acel moment) care s-au stabilit în zona de frontieră, au deschis magazine sau și-au construit propriile case în China au fost expulzați fără nicio compensație. Comandantul manciurian Zhang Zuolin a încercat să-i priveze și pe japonezi de concesiuni, dar a fost asasinat de armata japoneză Kwantung. Zhang Xueliang, fiul și succesorul lui Zhang Zuolin, s-au alăturat guvernului de la Nanjing, condus de Chiang Kai-shek, din sentimente anti-japoneze. Obiecțiile oficiale japoneze împotriva oprimării cetățenilor japonezi din China au fost respinse de autoritățile chineze 
Războiul chino-sovietic din 1929 (iulie-noiembrie) asupra Căilor Ferate Chineze de Est (CFC) a mărit și mai mult tensiunile din nord-est, care au condus la incidentul Mukden. Victoria Sovietică a Armatei Roșii asupra forțelor lui Zhang Xueiliang nu numai că a reafirmat controlul sovietic asupra CFC din Manciuria, dar a dezvăluit slăbiciunile militare chineze pe care ofițerii japonezi din armata Kwantung le-au demonstrat rapid. 
Performanța Armatei sovietice a uimit oficialii japonezi. Manciuria ocupa loc esențial în politica Japoniei în Asia de Est. Conferințele Imperiale din regiunea estică din 1921 și 1927 au reconfirmat angajamentul Japoniei de a fi puterea dominantă în Manciuria. Victoria Armatei Roșii din 1929 a zguduit profund această politică și a redeschis problema manciuriană. Până în 1930, Armata Kwantung a realizat că se confruntă cu o Armată Roșie care creștea și se făcea tot mai puternică. Timpul pentru a acționa s-a adus mai aproape și planurile japoneze de a cuceri nord-estul Chinei au fost accelerate.
În Nanjing, în aprilie 1931, a avut loc o conferință națională unde a participat  Chiang Kai-shek și Zhang Xueliang. Au fost de acord să afirme puternic suveranitatea Chinei în Manciuria. Pe de altă parte, unii ofițeri ai Armatei Kwantung au început să plănuiască în secret invadarea Manciuriei, care au susținut în Tokio eforturile acestora.

## Incident

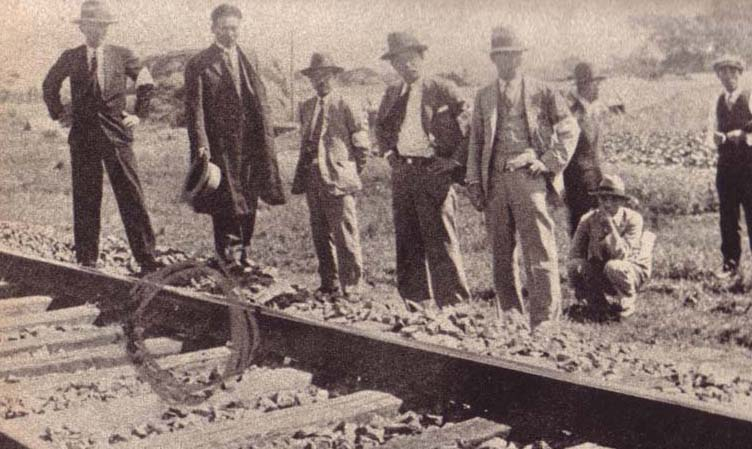
Experți japonezi inspectând locul "sabotajului" în septembrie 1931

Colonelul Seishirō Itagaki, locotenentul colonel Kanji Ishiwara, colonelul Kenji Doihara și maiorul Takayoshi Tanaka finalizaseră planurile pentru incident până la 31 mai 1931.
Planul a fost executat atunci când locotenentul 1 Suemori Komoto al Unității de Garnizoană Independentă (独立 守備 隊) a Regimentului 29 Infanterie, care păzea Calea Ferată Sud Manciuria, a plasat explozivi în apropierea șinelor, dar suficient de departe pentru a nu face daune reale. În jurul orei 22:20, 18 septembrie, explozivii au fost detonați. Cu toate acestea, explozia a fost minoră și doar o secțiune de 1,5 metri pe o parte a șinei a fost deteriorată. De fapt, un tren din Changchun a trecut fără dificultate pe locul de pe această cale deteriorată și a ajuns la Shenyang la 22:30.

## Invazia Manciuriei
În dimineața zilei de 19 septembrie, două piese de artilerie instalate la clubul ofițerilor Mukden au deschis focul asupra garnizoanei chineze din apropiere, ca răspuns la presupusul atac chinez asupra căii ferate. Forța aeriană mică a lui Zhang Xueliang a fost distrusă, iar soldații săi au fugit din cazarma Beidaying distrusă, în timp ce cinci sute de soldați japonezi au atacat garnizoana chineză cu efectiv de aproximativ șapte mii soldați. Trupele chineze nu puteau să înfrunte trupele japoneze cu experiență. Până seara, luptele se încheiaseră, iar japonezii ocupaseră Mukden cu prețul pierderii a cinci sute de chinezi și doar doi militari japonezi.
La Dalian, în teritoriul închiriat Kwantung, comandantul-șef al armatei Kwantung, generalul Shigeru Honjō, a fost la început îngrozit că planul de invazie a fost adoptat fără permisiunea sa, dar în cele din urmă Ishiwara a fost convins să-și dea aprobarea. Honjō a mutat cartierul general al armatei Kwantung la Mukden și a ordonat generalului Senjuro Hayashi al Armatei Alese din Japonia din Coreea să trimită întăriri. La ora 04:00 din 19 septembrie, Mukden a fost declarat sigur.
Zhang Xueliang a ordonat personal oamenilor săi să nu lupte și să păstreze armele atunci când japonezii au invadat. Prin urmare, soldații japonezi au procedat la ocuparea și garnizoana marilor orașe Changchun și Antung și zonele înconjurătoare cu dificultăți minime. Cu toate acestea, în noiembrie, generalul Ma Zhanshan, guvernatorul interimar al Heilongjiang, a început rezistența cu armata sa provincială, urmată în ianuarie de generalii Ting Chao și Li Du cu forțele lor provinciale locale Jilin. În ciuda acestei rezistențe, în termen de cinci luni de la incidentul de la Mukden, armata imperială japoneză a depășit toate orașele importante din provinciile Liaoning, Jilin și Heilongjiang.